# Gundam 00: A Wakening of the Trailblazer
Gundam 00: A Wakening of the Trailblazer (劇場版 機動戦士ガンダム00 -A wakening of the Trailblazer-, Gekijōban Kidō Senshi Gandamu Daburu Ō -A wēkuningu obu za Torēruburēzā-) est un film d’animation japonais réalisé par Seiji Mizushima en 2010. Il s’agit d'une séquelle se déroulant après la fin de la deuxième saison de Gundam 00.

## Synopsis
L'histoire se déroule en 2314, soit deux ans après la défaite des A-Laws et des Innovades menés par Ribbons Almark lors de la saison 2 de Gundam 00. Les Celestial Beings continuent de veiller sur la paix fragile qui s'est installé. Sur Terre, Saji Crossroad continue de veiller au chevet de Louise Halevy qui est toujours hospitalisée à la suite du traumatisme vécu lors de la dernière guerre, alors que dans l'espace, la princesse Marina Ismail et Shirin Bakthiar du Royaume d'Azadiztan supervisent la construction d'une nouvelle colonie spatiale.
Un vaisseau d’exploration abandonné il y a 130 ans à côté de Jupiter a quitté son orbite et retourne vers la Terre. Le vaisseau est détruit mais des débris retombent sur Terre et d'étranges phénomènes commencent alors à se produire. Afin de mettre un terme à la guerre qui se prépare, Setsuna F. Seiei devra découvrir le véritable but de son évolution en tant qu’Innovator et ce à quoi Aeolia Schenberg comptait préparer l’humanité.
Le film se termine par une citation d'Albert Einstein : « La paix ne peut être maintenue par la force, mais seulement par la compréhension mutuelle. »

## Équipe du film
- Réalisation : Seiji Mizushima
- Assistant à la réalisation : Kazuki Akane
- Scénario : Yousuke Kuroda
- Production : Kazumi Kawashiro, Yasuo Miyagawa, Hiro Maruyama, Hiroomi Iketani, Shin Sasaki
- Conception des personnages : Hiromitsu Morishita, Kayo Ikeda, Kenichi Ohnuki, Michinori Chiba, Takao Maki, Tetsuya Matsukawa
- Conception des mechas : Hitoshi Fukuchi, Kanetake Ebikawa, Kenji Teraoka, Naohiro Washio, Seiichi Nakatani, Takayuki Yanase
- Direction de l’animation : Eiji Wakamatsu
- Direction de la photographie : Takeshi Katsurayama
- Musique : Kenji Kawai
- Direction du son : Masafumi Mima
- Studio : Sunrise

### Doublage original
- Tieria Arde : Hiroshi Kamiya
- Allelujah Haptism : Hiroyuki Yoshino
- Setsuna F. Seiei : Mamoru Miyano
- Lyle Dylandy : Shinichiro Miki
- Sumeragi Lee Noriega : Youko Honna
- Marie Parfacy : Arisa Ogasawara
- Feldt Grace : Ayahi Takagaki
- Mileina Vashti : Haruka Tomatsu
- Lasse Aeon : Hiroki Touchi
- Christina Sierra : Arise Satou
- Louise Halevy : Chiwa Saito
- Saji Crossroad : Miyu Irino
- Marina Ismail : Ayumi Tsunematsu
- Kati Mannequin : Minami Takayama
- Patrick Colasour : Kenji Hamada
- Descartes Shaman : Ryo Katsuji
- Andrei Smirnov : Tetsu Shiratori
- Mehna Carmine : Rie Kugimiya
- Graham Aker : Yūichi Nakamura
- Billy Katagiri : Yuji Ueda
- Présidente Aide : Fuminori Komatsu
- Aeolia Schenberg : Tsutomu Isobe
- Haro : Arisa Ogasawara

### Musiques
- Générique d’ouverture : CHANGE de UVERworld
- Thème principal : Tozasareta Sekai de The Back Horn
- Musique : Mou Nani mo Kowakunai, Kowaku wa Nai de Chiaki Ishikawa
- Générique de fin : Ku O Ri A de UVERworld